# Logaritemska logistična porazdelitev
Logaritemsko logistična porazdelitev (tudi Fiskova porazdelitev ali log-logistična porazdelitev) je družina zveznih verjetnostnih porazdelitev z dvema ali tremi parametri. 
Porazdelitev uporabljamo v dveh variantah:
- po prvi varianti je to nepremaknjena dvoparametrična porazdelitev (parametra: merilo in oblika)
- po drugi varianti je to premaknjena triparametrična porazdelitev (premaknjena, ker jo določa ob parametru merila in oblike še parameter lokacije)

Za logaritemsko logistično porazdelitev je značilno, da je to verjetnostna porazdelitev slučajne spremenljivke katere logaritem ima logistično porazdelitev. Po obliki je podobna logaritemsko normalni porazdelitvi.

## Uporaba
Logaritemsko logistična porazdelitev se uporablja v 
- analizi preživetja kot model za dogodke, katerih število najprej raste, pozneje pa pada.
- hidrologiji, kjer s to porazdelitvijo modeliramo povezavo med pretoki in padavinami
- ekonomiji za modeliranje porazdelitve bogastva.

## Lastnosti  nepremaknjene porazdelitve

### Funkcija gostote verjetnosti
Funkcija gostote verjetnosti za logaritemsko logistične porazdelitve je 
{\displaystyle f(x;\alpha ,\beta )={\frac {(\beta /\alpha )(x/\alpha )^{\beta -1}}{\left[1+(x/\alpha )^{\beta }\right]^{2}}}.}.

### Zbirna funkcija verjetnosti
Zbirna funkcija verjetnosti je enaka 
{\displaystyle {\begin{aligned}F(x;\alpha ,\beta )&={1 \over 1+(x/\alpha )^{-\beta }}\\&={(x/\alpha )^{\beta } \over 1+(x/\alpha )^{\beta }}\\&={x^{\beta } \over \alpha ^{\beta }+x^{\beta }}\end{aligned}}}
kjer je 
- {\displaystyle x>0\!}, {\displaystyle \alpha >0\!}, {\displaystyle \beta >0\!}.

### Pričakovana vrednost
Pričakovana vrednost je 
{\displaystyle {\alpha \,\pi /\beta  \over \sin(\pi /\beta )}} za {\displaystyle \beta >1\!}, 
v ostalih primerih je nedefinirana

### Varianca
Varianca je 
{\displaystyle \alpha ^{2}\left(2b/\sin 2b-b^{2}/\sin ^{2}b\right),\quad \beta >2.}

### Povezave z drugimi porazdelitvami
- Kadar ima slučajna spremenljivka {\displaystyle X\!} logaritemsko logistično porazdelitev s parametrom merila {\displaystyle \alpha \!} in parametrom oblike {\displaystyle \beta \!}, potem ima slučajna spremenljivka {\displaystyle Y=\log(X)\!} logistično porazdelitev s parametrom lokacije enakim {\displaystyle \log(\alpha )\!} in parametrom merila enakim {\displaystyle \beta \!}.

## Lastnosti  premaknjene logaritemske logistične porazdelitve

### Funkcija gostote verjetnosti
Funkcija gostote verjetnosti za premaknjeno logaritemsko logistično porazdelitev je 
{\displaystyle {\frac {(1+\xi z)^{-(1/\xi +1)}}{\sigma \left(1+(1+\xi z)^{-1/\xi }\right)^{2}}}}
.

### Zbirna funkcija verjetnosti
Zbirna funkcija verjetnosti je enaka 
{\displaystyle \left(1+(1+\xi z)^{-1/\xi }\right)^{-1}\,}

### Pričakovana vrednost
Pričakovana vrednost je 
{\displaystyle \mu +{\frac {\sigma }{\xi }}(\alpha \csc(\alpha )-1)}

### Varianca
Varianca je 
{\displaystyle {\frac {\sigma ^{2}}{\xi ^{2}}}[2\alpha \csc(2\alpha )-(\alpha \csc(\alpha ))^{2}]}

kjer je {\displaystyle \alpha =\pi \xi \,}.

### Povezave z drugimi porazdelitvami
- Kadar je {\displaystyle \mu =\sigma /\xi \!} postane premaknjena logaritemska porazdelitev enaka logaritemski logistični porazdelitvi.
- Če gre {\displaystyle \xi \to 0\!} se premaknjena logaritemska logistična porazdelitev spremeni v logistično porazdelitev
- Premaknjena logaritemska logistična porazdelitev c parametrom oblike {\displaystyle \xi =1\!} je enaka kot splošna Paretova porazdelitev s parametrom oblike enakim {\displaystyle \xi =1\!}.